# 김경회 (법조인)
김경회(金慶會, 1939년 ~2001 )는 제3대 부산고등검찰청 검사장 등을 역임한 법조인이다. 1943년생인 부인 배은영 여사와의 사이에 아들 3명이 있다. 그 가운데 장남인 김태효 성균관대학교 사회과학대학 정치외교학과 교수는 이명박 정부 시절인 2008~2012년 청와대 대외전략비서관(이후 기획관)으로 재직했고, 2022년 윤석열 정부에서는 국가안보실 제1차장(외교 담당)에 임명되었다.

## 생애
1939년 마산시에서 태어나 1958년 마산상업고등학교를 졸업하고 부산대학교 법학과를 졸업했으며, 4학년 때인 1962년 제14회 고등고시 사법과에 합격했다.
미국 문화원 방화사건에 대한 성명서 사건을 처리했던 서울지방검찰청 공안부 부장으로 재직하다 검사장급인 법무부 송무담당관으로 발탁되었으며 1982년에 법무부 실, 국장 중 가장 후배인 김경회가 항일투쟁사 자료수집반 사업 추진을 제안하여 반장을 맡았다.
씨름 선수를 연상하게 하는 외모에 부하 검사에게 잔소리를 하지 않으며 과묵하고 뚝심이 세다는 평가를 받은 김경회는 인천지방검찰청에서 검사장으로 재직할 때 부천경찰서 성 고문 사건의 수사를 맡아 문귀동 전 경장의 구속을 끝까지 주장하며 상부와 입씨름을 한 것으로 유명한 검사였다.
서울지방검찰청 검사장으로 재직하던 1989년에 연이은 방북 사건으로 공안 정국에 휘말려 곤욕을 치렀으며 공업용 우지 사건 등을 수사하였다. 대검찰청 중앙수사부 부장으로 재직할 때 박종철 고문치사 은폐 조작했던 강민창 전 치안본부장을 직무유기 및 직권남용 권리행사방해 혐의로 구속했으며 부동산 투기를 해서 거액의 이익을 본 혐의로 세무조사를 받게 되자 감사원 간부와 담당 세무서원에게 모두 6억 5천만원의 뇌물을 주고 세무조사를 피하려 했던 사람에게 뇌물공여 혐의로 구속했다.
1990년 6월 18일인 계급 정년을 앞두고 김경회의 거취가 검찰 내부의 관심사로 부각되면서 1981년 도입된 검찰의 계급 정년 제도에 대한 개선 폐지론이 거론되었다. 계급 정년 제도의 1호 케이스인 김경회는 1990년 3월 27일에 대구고등검찰청 검사장에 임명되었다.

## 학력
- 마산상업고등학교 졸업
- ~ 1962년 부산대학교 법과대학 학사
- ~ 1963년 서울대학교 사법대학원 법학석사 수료
- ~ 1969년 고려대학교 경영대학원 경영학 석사 수료
- ~ 1992년 부산대학교 대학원 환경학과 공학석사 수료

### 비학위 수료
- ~ 1989년 서울대학교 최고경영자 과정 수료

## 경력
- 1966년 서울지방검찰청 검사
- 1976년 법무부 검찰국 검사
- 1981년 서울지방검찰청 공안부 부장
- 1982년 법무부 항일투쟁사 자료수집반 반장
- 1982년 법무부 국가송무과 송무담당관, 검사장
- 1983년 8월 1일 대검찰청 감찰부 부장
- 1986년 5월 2일 ~ 1987년 6월 7일 제3대 인천지방검찰청 검사장
- 1989년 3월 29일 ~ 1990년 3월 26일 제29대 서울지방검찰청 검사장
- 1990년 3월 27일 ~ 1991년 4월 17일 제20대 대구고등검찰청 검사장
- 1993년 9월 21일 ~ 1994년 9월 15일 제9대 창원지방검찰청 검사장
- 1987년 대검찰청 중앙수사부 부장
- 1991년 4월 18일 ~ 1993년 3월 16일 제3대 부산고등검찰청 검사장
- 1999년 5월 19일 ~ 2001년 8월 6일 제8대 한국형사정책연구원장

## 수상
- 1973년 우수 논문 표창(법무부 장관)
- 1989년 황조근정훈장(대통령)